# Formica didyma
Formica didyma é uma espécie de formiga do gênero Formica, pertencente à subfamília Formicinae.